# Youssef Safri
Youssef Safri (arab. يوسف سفري, ur. 3 stycznia 1977 w Casablance) – marokański piłkarz grający na pozycji środkowego pomocnika.

## Kariera klubowa
Safri urodził się w Casablance, a piłkarską karierę rozpoczął w tamtejszym klubie Raja. W 1998 roku w wieku 21 lat zadebiutował w pierwszej lidze. W tamtym sezonie wywalczył tytuł mistrza Maroka, a także zdobył Superpuchar Afryki i wygrał Afrykańską Ligę Mistrzów (0:0, 0:0 karne 4:3 z Espérance Tunis). Także w 2000 i 2001 roku Safri zostawał mistrzem kraju.
W 2002 roku Safri wyjechał do Anglii i przeszedł do tamtejszego Coventry City. Przez trzy sezony grywał w Football League Championship, wtedy jeszcze zwanym First Division. W grudniu 2003 zasłynął tym, że w spotkaniu z Sunderlandem w brutalny sposób sfaulował Irlandczyka Colina Healy’ego, w efekcie czego złamał mu nogę. Dla Coventry wystąpił w 91 spotkaniach i zdobył jednego gola.
W 2004 roku Youssef przeszedł do innego angielskiego klubu, Norwich City, który dopiero co awansował do Premiership. Kosztował pół miliona funtów. W angielskiej ekstraklasie Marokańczyk zadebiutował 28 sierpnia w przegranym 1:4 domowym meczu z Arsenalem. W 34. kolejce ligowej zdobył gola strzałem z 30 metrów, a Norwich pokonało Newcastle United 2:1. Na koniec sezonu „Kanarki” spadły jednak z ligi, a Safrim zainteresował się Feyenoord, jednak ostatecznie Youssef został w Norwich. W kolejnych dwóch sezonach rozegrał dla Norwich 65 meczów w lidze i strzelił 2 gole, jednak miejsce w składzie stracił po przybyciu do klubu menedżera Petera Granta. W sierpniu 2007 Grant oznajmił, że dla Safriego nie ma miejsca w Norwich.
2 sierpnia 2007 Safri odszedł z Norwich i podpisał 2-letni kontrakt z Southampton F.C. opiewający na sumie 500 tysięcy funtów. Po roku gry w tym klubie trafił do Kataru i został piłkarzem tamtejszego Qatar SC.
| Sezon   | Klub             | Kraj   | Rozgrywki                    | Mecze | Bramki |
| ------- | ---------------- | ------ | ---------------------------- | ----- | ------ |
| 1998/99 | Raja Casablanca  | Maroko | GNF 1                        | ?     | ?      |
| 1999/00 | Raja Casablanca  | Maroko | GNF 1                        | ?     | ?      |
| 2000/01 | Raja Casablanca  | Maroko | GNF 1                        | ?     | ?      |
| 2001/02 | Coventry City    | Anglia | First Division               | 33    | 1      |
| 2002/03 | Coventry City    | Anglia | First Division               | 27    | 0      |
| 2003/04 | Coventry City    | Anglia | First Division               | 31    | 0      |
| 2004/05 | Norwich City     | Anglia | Premiership                  | 18    | 1      |
| 2005/06 | Norwich City     | Anglia | Football League Championship | 30    | 1      |
| 2006/07 | Norwich City     | Anglia | Football League Championship | 35    | 1      |
| 2007/08 | Southampton F.C. | Anglia | Football League Championship | 37    | 0      |
| 2008/09 | Qatar SC         | Katar  | Q-League                     | 22    | 3      |
| 2009/10 | Qatar SC         | Katar  | Q-League                     | 17    | 0      |
| 2010/11 | Qatar SC         | Katar  | Q-League                     | 19    | 2      |
| 2011/12 | Qatar SC         | Katar  | Q-League                     | 15    | 0      |
| 2012/13 | Qatar SC         | Katar  | Q-League                     | 17    | 3      |

## Kariera reprezentacyjna
W reprezentacji Maroka Safri zadebiutował w 2000 roku. Wcześniej w 1997 roku brał udział z kadrą U-21 w młodzieżowych MŚ w Malezji, a w 2000 na Igrzyskach Olimpijskich w Sydney. W 2002 roku zaliczył swój pierwszy turniej o Puchar Narodów Afryki, jednak Maroko nie wyszło wówczas z grupy. W 2004 roku na Pucharze Narodów Afryki 2004 wywalczył wicemistrzostwo Afryki, a w 2006 roku nie wyszedł z Marokiem z grupy. W 2008 roku po raz czwarty znalazł się w kadrze na ten turniej.